# Галактика

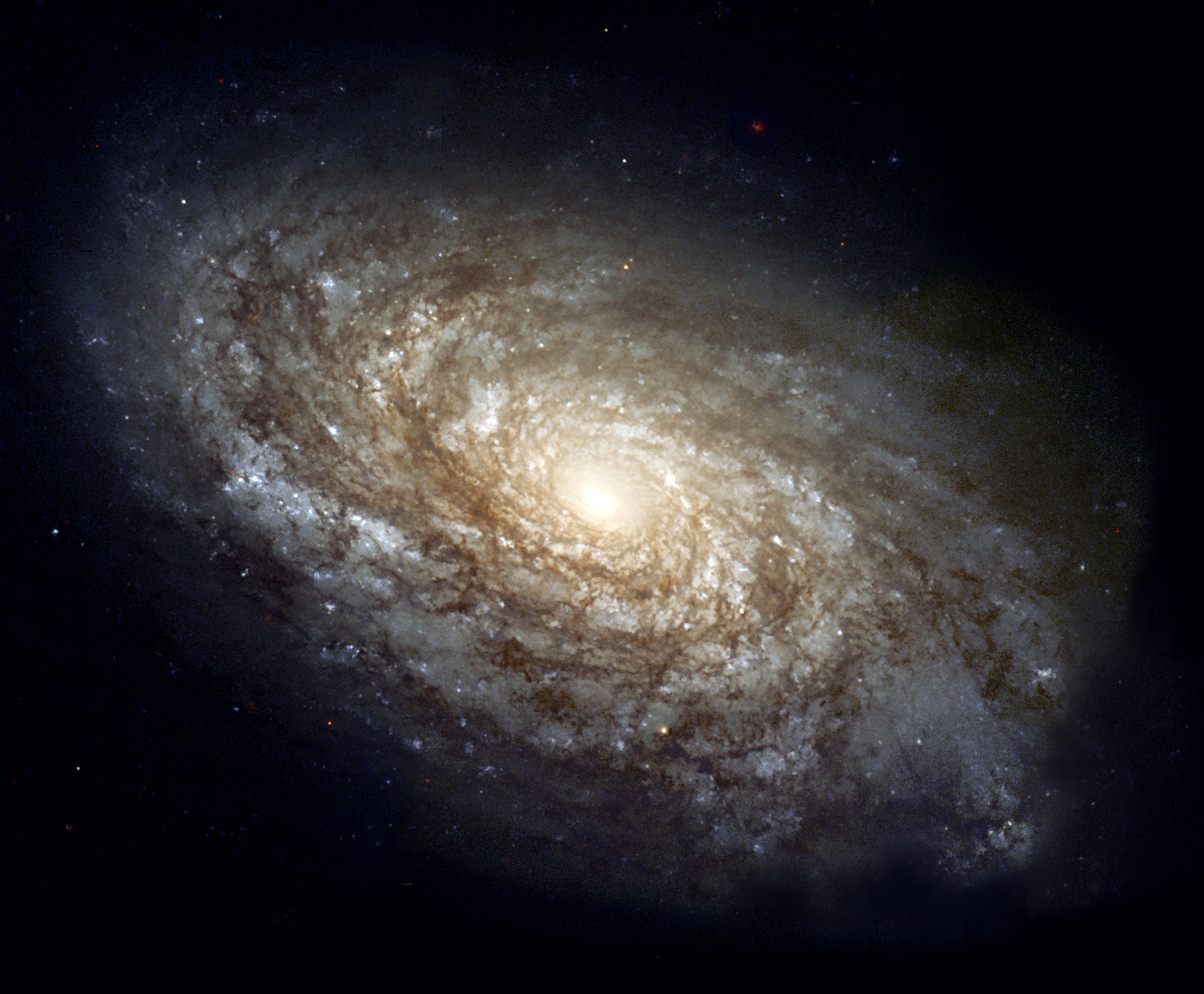
NGC 4414, спиральная галактика из созвездия Волосы Вероники, диаметром около 17 килопарсеков, расположенная на расстоянии около 20 мегапарсеков от Земли

Гала́ктика (др.-греч. γᾰλαξίας «Млечный Путь» от др.-греч. γάλα, γάλακτος «молоко») — гравитационно связанная система из звёзд, звёздных скоплений, межзвёздного газа и пыли, тёмной материи, планет. Все объекты в составе галактики участвуют в движении относительно общего центра масс.
Все галактики (за исключением нашей) — чрезвычайно далёкие астрономические объекты. Расстояние до ближайших из них измеряют в мегапарсеках, а до далёких — в единицах красного смещения z . Самой удалённой из известных по состоянию на 2023 год является галактика HD1. Разглядеть на небе невооружённым глазом можно всего лишь четыре галактики: галактика Андромеды (видна в северном полушарии), Большое и Малое Магеллановы Облака (видны в южном; являются спутниками нашей Галактики) и галактика М33 в созвездии Треугольника (из северного полушария, на незасвеченном небе).
Общее количество галактик в наблюдаемой части Вселенной пока точно не известно. В 1990-х годах, основываясь на наблюдениях космического телескопа «Хаббл», считали, что всего существует порядка 100 миллиардов галактик. В 2016 году эту оценку пересмотрели и увеличили число галактик до двух триллионов. В 2021 году по новым данным, полученным космическим аппаратом New Horizons, оценка числа галактик была вновь уменьшена, и теперь составляет всего несколько сотен миллиардов.
В пространстве галактики распределены неравномерно: в одной области можно обнаружить целую группу близких галактик, а можно не обнаружить ни одной (так называемые войды).
Получить изображение галактик до отдельных звёзд не удавалось вплоть до начала XX века. К началу 1990-х годов насчитывалось не более 30 галактик, в которых удалось увидеть отдельные звёзды, и все они входили в Местную группу. После запуска космического телескопа «Хаббл» и ввода в строй 10-метровых наземных телескопов число разрешённых галактик резко возросло.
Галактики отличаются большим разнообразием: среди них можно выделить сфероподобные эллиптические галактики, дисковые спиральные галактики, галактики с перемычкой (баром), линзовидные, карликовые, неправильные и т. д.. Если же говорить о числовых значениях, то, к примеру, их масса варьируется от 0,5 ⋅106 масс Солнца у карликовых галактик (таких как Segue 2) до 2,5⋅1015 масс Солнца у сверхгигантских галактик (таких как IC 1101), для сравнения — масса нашей галактики Млечный Путь равна 2⋅1011 масс Солнца.
Диаметр галактик — от 5 до 250 килопарсеков (16—800 тысяч световых лет), для сравнения — диаметр нашей галактики составляет около 30 килопарсеков (100 тысяч световых лет). Самая большая известная (на 2021 год) галактика IC 1101 имеет диаметр более 600 килопарсеков.
Одной из нерешённых проблем строения галактик является тёмная материя, проявляющая себя только в гравитационном взаимодействии. Она может составлять до 90 % от общей массы галактики, а может и полностью отсутствовать, как в некоторых карликовых галактиках.

## Этимология
Слово «гала́ктика» (др.-греч. γαλαξίας) происходит от греческого названия нашей Галактики (κύκλος γαλαξίας означает «молочное кольцо» — как описание наблюдаемого явления на ночном небе). Когда астрономы предположили, что различные небесные объекты, считавшиеся спиральными туманностями, могут быть огромными скоплениями звёзд, эти объекты стали называть «островными вселенными» или «звёздными островами». Но позже, когда стало понятно[когда?], что эти объекты похожи на нашу Галактику, оба термина перестали использоваться и были заменены на термин «галактика».

## Наблюдения
Важнейшие интегральные характеристики галактик (экстремальные значения опущены):
| Параметр                                         | Основной метод измерения                                                                              | Интервал значений | Примерное значение для Млечного пути |
| ------------------------------------------------ | --- | ----------------- | ------------------------------------ |
| Диаметр D25                                      | Фотометрия                                                                                            | 5—50 кпк          | 30 кпк                               |
| Радиальная шкала диска R0                        | Фотометрия                                                                                            | 1—7 кпк           | 3 кпк                                |
| Толщина звёздного диска                          | Фотометрия дисков, наблюдаемых «с ребра»                                                              | 0,3—1 кпк         | 0,7 кпк                              |
| Светимость                                       | Фотометрия                                                                                            | 107—1011 L☉       | 5⋅1010 L☉                            |
| Масса М25 в пределах D25                         | Измерение скоростей газа и/или звёзд по эффекту Доплера                                               | 107—1012 M☉       | 2⋅1011 M☉                            |
| Относительная масса газа Mgas/M25 в пределах D25 | Измерение интенсивностей линий нейтрального и молекулярного водорода                                  | 0,1—30 %          | 2 %                                  |
| Скорость вращения V внешних областей галактик    | Измерение скоростей газа и/или звёзд по эффекту Доплера                                               | 50—300 км/с       | 220 км/с (для окрестности Солнца)    |
| Период обращения внешних областей галактик       | Измерение скоростей газа и/или звёзд по эффекту Доплера                                               | 108—109 лет       | 2⋅108 лет (для окрестности Солнца)   |
| Масса центральной чёрной дыры                    | Измерение скоростей звёзд и газа вблизи ядра; эмпирическая зависимость от центральной дисперсии звёзд | 3⋅105—3⋅109 M☉    | 4⋅106 M☉                             |

### Расстояние
Расстояние от наблюдателя до галактики как физическая характеристика не входит ни в один процесс, происходящий с галактикой. Необходимость в информации о расстоянии до галактики возникает при: отождествлении малоизученных событий, например, гамма-всплесков; изучении Вселенной как целого, изучении эволюции самих галактик, определении массы галактик и их размеров и т. п.
Все более-менее моделенезависимые способы определения расстояния до галактики можно разделить на два типа: измерение по объекту внутри галактики, расстояние до которого на пренебрежимо малую величину отличается от расстояния до самой галактики, и по красному смещению.
Первый способ — фотометрический способ, с использованием так называемых стандартных свеч, светимость которых считается известной. Тогда расстояние можно вычислить по следующей формуле:
{\displaystyle R=10^{{\frac {1}{5}}(m-M)+1}},
где m — видимая звёздная величина, М — абсолютная звёздная величина, а R — расстояние в парсеках. На современном этапе в качестве таких стандартных свеч используют:
- Цефеиды, зная период пульсаций которых, можно узнать их светимость. Первый объект, по которому измерили расстояние до других галактик.
- Сверхновые типа Ia (наблюдения за ними в 1990-е привели к возникновению гипотезы ускоренного расширения Вселенной, которая в 2010-х была поставлена под сомнение, т.к. представлена модель, согласно которой параметры звёзд этого типа меняются пропорционально возрасту галактики).
- Красные гиганты.
- Сверхгиганты.

Второй способ основан на эмпирическом законе Хаббла и более зависим от выбранной модели, чем предыдущий.
{\displaystyle R={\frac {cz}{H_{0}}}},
где H0 — постоянная Хаббла. Если же взять ныне распространённую ΛCDM-модель (с той же постоянной Хаббла), то сколько-нибудь существенное расхождение будет на z~10, что позволяет его причислить к относительно моделенезависимым.
Существует также ряд сильно моделезависимых способов:
- по эффекту Сюняева — Зельдовича,
- по шаровым скоплениям,
- по зависимости Талли — Фишера,
- по зависимости Фабер — Джексона.

### Основные наблюдаемые составляющие галактик
Основные наблюдаемые составляющие галактик включают:
1. Нормальные звёзды различных масс и возрастов, часть которых заключена в скоплениях.
2. Компактные остатки проэволюционировавших звёзд.
3. Холодная газопылевая среда.
4. Наиболее разрежённый горячий газ с температурой 105—106 К.

Двойные звёзды в соседних галактиках не наблюдаются, но, судя по окрестностям Солнца, кратных звёзд должно быть достаточно много. Газопылевая среда и звёзды состоят из атомов, и их совокупность называют барионной материей галактики. В небарионную включается масса тёмной материи и масса чёрных дыр.

### Скорость вращения галактик
Под скоростью вращения галактики подразумевается скорость вращения различных компонентов галактики вокруг её центра. Данная скорость — это суммарная скорость, приобретённая в ходе различных процессов. Скорость вращения галактики следует отличать от круговой скорости Vc, которая обусловлена только силой гравитации и равна, по определению, необходимой скорости тела, движущегося по кругу под действием силы притяжения к центру. Скорость же вращения в общем случае обусловлена также радиальным градиентом давления P межзвёздного газа.
{\displaystyle V^{2}=R\left({\frac {\partial \Phi }{\partial R}}+{\frac {\nabla P}{\rho _{g}}}\right)=V_{c}^{2}+R{\frac {\nabla P}{\rho _{g}}}}
Здесь Φ — гравитационный потенциал, а ρg — плотность газа.
Для разных компонентов галактики скорость вращения оценивается по-разному. Для газа — по доплеровскому смещению эмиссионных линий. Для звёзд — по доплеровскому смещению абсорбционных линий звёзд. Схема получения скорости вращения следующая.
Непосредственно получаемая из наблюдений скорость — это сумма скорости движения галактики как целого и скорости внутреннего движения. Обычно скорость галактики в целом (V0) отождествляется со скоростью движения центральной области. Для далёких галактик эта скорость обусловлена хаббловским расширением Вселенной, собственная скорость пренебрежимо мала.
Скорость, получившаяся после учёта скорости движения галактики как целого, — скорость по лучу зрения (Vr), и чтобы вычислить скорость вращения галактики на данном расстоянии, необходимо учесть эффекты проекции. Для этого необходимо знать угол наклона оси галактики к лучу зрения i, а также угол φ между большой осью галактики и прямой, проходящей через центр галактики и наблюдаемую точку. Таким образом, чтобы перейти от Vr к Vφ, необходимо знать пять параметров: скорость движения галактики V0, углы i и φ, две координаты центра галактики (относительно любой точки изображения).
Если галактика выглядит осесимметричной, то задача упрощается, так как углы ориентации и положения центра можно вычислить по распределению яркости диска. И если щель спектрографа расположить вдоль её большой оси, можно получить:
{\displaystyle V_{\phi }(R)={\frac {|V_{0}-V_{r}(l)|}{\sin {i}}}},
где l — расстояние от центра галактики вдоль щели. Однако наиболее полную информацию о движении в галактике даёт анализ поля скоростей — совокупности измерений лучевых скоростей для большого числа точек по диску галактики. Для получения поля скоростей применяют двумерную спектроскопию. Обычно применяется либо многоканальный приёмник, либо интерферометр Фабри — Перо. Радионаблюдения газа в линиях H I также позволяют получить двумерную картину распределения скоростей в галактике.
В марте 2018 года астрономы из Международного центра радиоастрономических исследований (ICRAR) выяснили, что все галактики, независимо от своего размера или типа, вращаются с одинаковой скоростью и совершают полный оборот вокруг своей оси за 1 млрд земных лет.

### Масса и размер
Галактики не имеют чётких границ. Нельзя точно сказать, где кончается галактика и начинается межгалактическое пространство. К примеру, если в оптическом диапазоне галактика имеет один размер, то определяемый по радионаблюдениям межзвёздного газа радиус галактики может оказаться в десятки раз больше. От размера зависит и измеряемая масса галактики. Обычно под размером галактики понимают фотометрический размер изофоты 25-й звёздной величины с квадратной угловой секунды в фильтре B. Стандартное обозначение такого размера — D25.
Масса дисковых галактик оценивается по кривой вращения в рамках некой модели. Выбор оптимальной модели галактики опирается как на форму кривой вращения, так и на общие представления о структуре галактики. Для грубых оценок массы эллиптических галактик необходимо знать дисперсию скоростей звёзд в зависимости от расстояния от центра и радиальное распределение плотности.
Масса холодного газа в галактике определяется по интенсивности линии H I. Если регистрируемая плотность потока излучения от галактики или какой-либо её части равны Fν, то соответствующая масса равна:
{\displaystyle M_{HI}\approx 2\cdot 10^{5}M_{\bigodot }D^{2}\int _{\nu }F_{\nu }(\nu )d\nu },
где D — расстояние в мегапарсеках, поток выражен в янских.
Оценка массы молекулярного газа весьма сложна, так как спектр самой распространённой молекулы H2 не имеет линий, возбуждаемых в холодном газе. Поэтому исходными данными являются интенсивности спектральных линий молекулы CO (ICO). Коэффициент пропорциональности между интенсивностью излучения CO и его массой зависит от металличности газа. Но самая большая неопределённость связана с малопрозрачностью облака, из-за неё основная доля света, излучаемая внутренними областями, поглощается самим же облаком, таким образом, до наблюдателя доходит свет только от поверхности облаков.

### Спектр галактики
Спектр галактик складывается из излучения всех составляющих её объектов. Спектр среднестатистической галактики имеет два локальных максимума. Основной источник излучения — это звёзды, максимум интенсивности излучения большинства из них находится в оптическом диапазоне (первый максимум). Обычно в галактике много пыли, которая поглощает излучение в оптическом диапазоне и переизлучает его в инфракрасном диапазоне. Отсюда второй максимум — в инфракрасной области. Если светимость в оптическом диапазоне принять за единицу, то наблюдается следующая зависимость между источниками и типами излучения:
| Диапазон      | Относительная светимость | Основные источники излучения |
| ------------- | ------------------------ | --- |
| Гамма         | 10−4                     | Активные ядра некоторых галактик; источники, дающие одиночные короткие всплески излучения (нейтронные звёзды, чёрные дыры) |
| Рентгеновский | 10−3—10−4                | Аккреционные диски тесных двойных систем; горячий газ; активные ядра |
| Оптический    | 1                        | Звёзды различной температуры; околозвёздные пылевые диски в ближней ИК области; эмиссионное излучение газа в областях H II от УФ до ИК.                                                                                        |
| Далёкий ИК    | 0,5—2                    | Межзвёздная пыль, нагретая светом звёзд; в некоторых галактиках активные ядра и пыль в околоядерных дисках, охваченных звёздообразованием                                                                                      |
| Радио         | 10−2—10−4                | Синхротронное излучение релятивистских электронов из галактического диска или активного ядра галактики; остатки сверхновых, тепловое излучение областей H II, эмиссионные радиолинии H I и различных молекул межзвёздного газа |

### Проблема тёмного гало

Кривая вращения дисковой галактики. A — без учёта скрытой массы, B — наблюдаемая

Если вся масса галактик заключена в звёздах, то, зная соотношение масса-светимость и предполагая, что оно не сильно меняется с радиусом, плотность вещества в галактике можно оценить по яркости звёздного населения. Ближе к своему краю галактика тускнеет, значит, и средняя плотность звёзд падает, а вместе с ней должна упасть и скорость вращения звёзд. Однако наблюдаемые кривые вращения галактик свидетельствуют о кардинально иной картине: начиная с какого-то момента скорости вращения звёзд аномально высоки для плотности, получаемой из зависимости масса-светимость.
Объяснить высокую скорость звёзд у края диска можно, предположив, что на больших расстояниях от центра галактики основную роль играет масса, проявляющая себя исключительно через гравитационное взаимодействие.
Независимым образом можно прийти к выводу о наличии скрытой массы, если оценивать общую массу исходя из условия устойчивости звёздного диска.
Измерения скоростей движений спутников массивных галактик заставляют предполагать, что размер тёмного гало в несколько раз больше, чем оптический диаметр галактики.
Присутствие массивных тёмных гало было обнаружено в галактиках всех типов, но в различных пропорциях по отношению к светящемуся веществу.

## Морфология

Схема спиральной галактики, вид в профиль

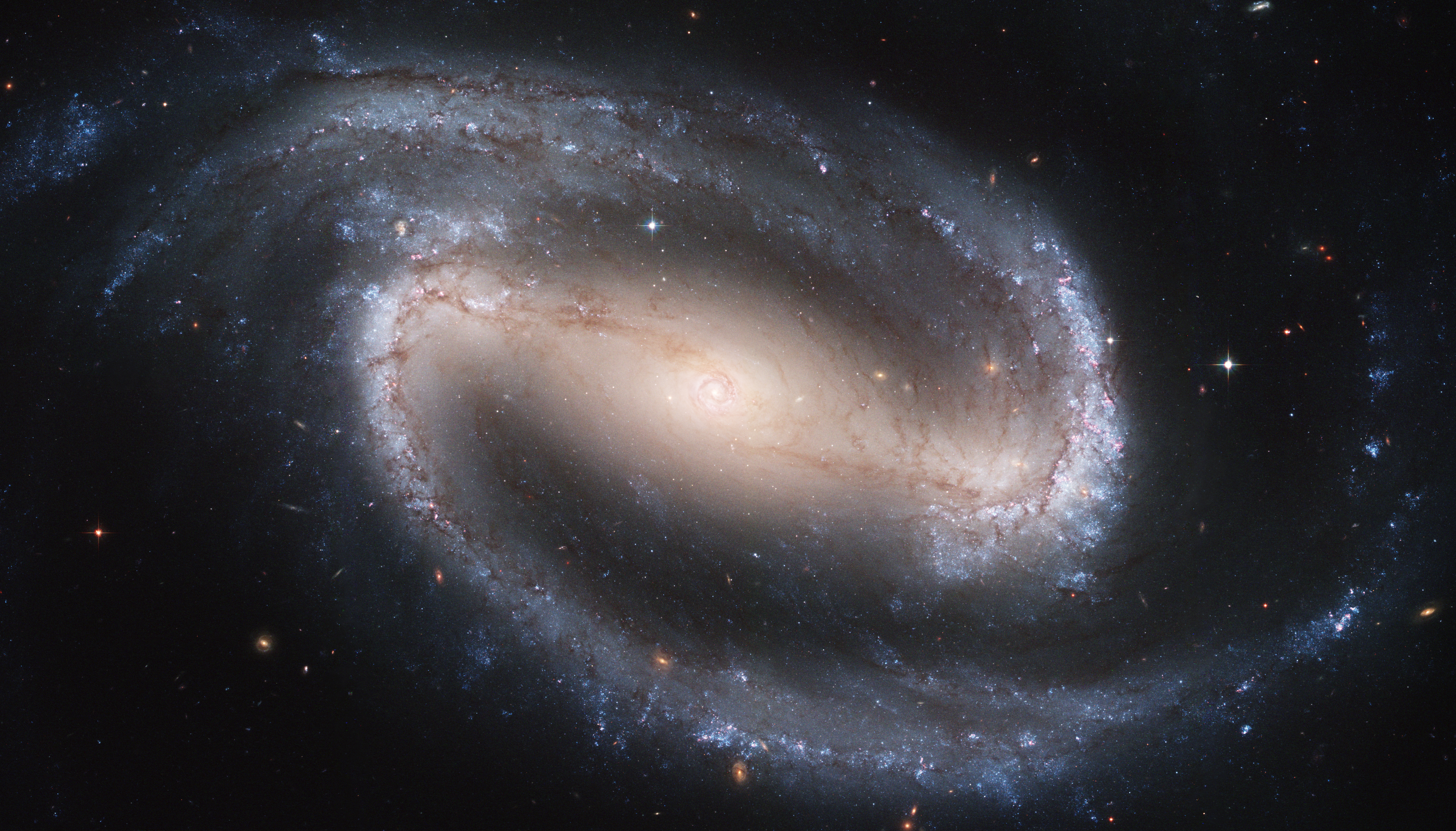
Бар (перемычка) проходит от внутренних концов спиральных ветвей (голубые) к центру галактики. NGC 1300

Ядро — крайне малая область в центре галактики. Когда речь заходит о ядрах галактик, то чаще всего говорят об активных ядрах галактик, где процессы нельзя объяснить свойствами сконцентрированных в них звёзд.
Диск — относительно тонкий слой, в котором сконцентрировано большинство объектов галактики. Подразделяется на газопылевой диск и звёздный диск.
Полярное кольцо — редкий компонент. В классическом случае галактика с полярным кольцом имеет два диска, вращающихся в перпендикулярных плоскостях. Центры этих дисков в классическом случае совпадают. Причина возникновения полярных колец до конца не ясна.
Сфероидальный компонент — сфероподобное распределение звёзд.
Балдж (англ. bulge «вздутие») — наиболее яркая внутренняя часть сфероидального компонента.
Гало — внешний сфероидальный компонент; граница между балджем и гало размыта и достаточно условна.
Спиральная ветвь (спиральный рукав) — уплотнение из межзвёздного газа и преимущественно молодых звёзд в виде спирали. Скорее всего, являются волнами плотности, вызванными различными причинами, однако вопрос об их происхождении до сих пор окончательно не решён.
Бар (перемычка) — выглядит как плотное вытянутое образование, состоящее из звёзд и межзвёздного газа. По расчётам, главный поставщик межзвёздного газа к центру галактики. Однако почти все теоретические построения основываются на факте, что толщина диска много меньше его размеров, иными словами, диск плоский, и почти все модели — упрощённые двумерные модели, расчётов трёхмерных моделей дисков крайне мало. А трёхмерный расчёт галактики с баром и газом в известной литературе всего один. По данным автора данного расчёта, газ не попадает в центр галактики, а проходит довольно далеко.
Важнейшими компонентами являются газопылевой диск, звёздный диск и сфероидальный компонент. Существует четыре основных вида галактик:
1. Эллиптические галактики (E) — галактики, у которых дисковой составляющей нет, либо она слабоконтрастна. Все остальные галактики дисковые.
2. Спиральные галактики (S) — галактики, обладающие спиральными ветвями. Иногда ветви могут вырождаться в кольца.
3. Линзовидные галактики (S0) — галактики, по своей структуре не отличающиеся от спиральных, за исключением отсутствия чёткого спирального узора. Объясняется это низким содержанием межзвёздного газа, а значит, и низким темпом звездообразования.
4. Неправильные галактики (Irr) — для них характерна неправильная клочковатая структура. Как правило, в них очень много межзвёздного газа, до 50 % от массы галактики.

|                                  | E                          | S0                     | S                  | Irr                |
| -------------------------------- | -------------------------- | ---------------------- | ------------------ | ------------------ |
| Сфероидальный компонент          | Галактика целиком          | Есть                   | Есть               | Очень слаб         |
| Звёздный диск                    | Нет или слабо выражен      | Есть                   | Основной компонент | Основной компонент |
| Газопылевой диск                 | Нет                        | Нет или очень разрежен | Есть               | Есть               |
| Спиральные ветви                 | Нет или только вблизи ядра | Нет или слабо выражены | Есть               | Нет                |
| Активные ядра                    | Встречаются                | Встречаются            | Встречаются        | Нет                |
| Процент от общего числа галактик | 20 %                       | 20 %                   | 55 %               | 5 %                |

Во многих случаях очень удобной оказывается несколько более подробная Хаббловская классификация галактик по подвидам. Хаббловское деление (или камертон Хаббла), охватывающее все галактики, основывается на их визуально воспринимаемом строении. И если эллиптические она описывает вполне точно, то одна и та же спиральная галактика может классифицироваться по-разному.
В 2003 году Майклом Дринкуотером (Michael Drinkwater) из университета Квинсленда был открыт новый вид галактик, классифицируемый как ультракомпактные карликовые галактики.

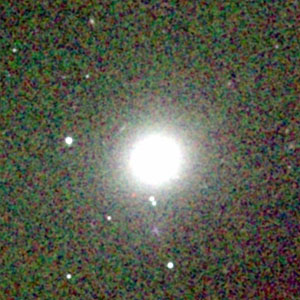
E0: M89
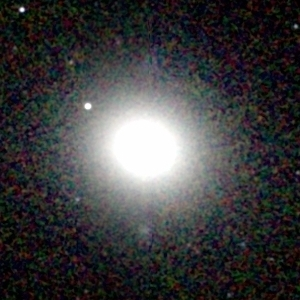
E1: M105
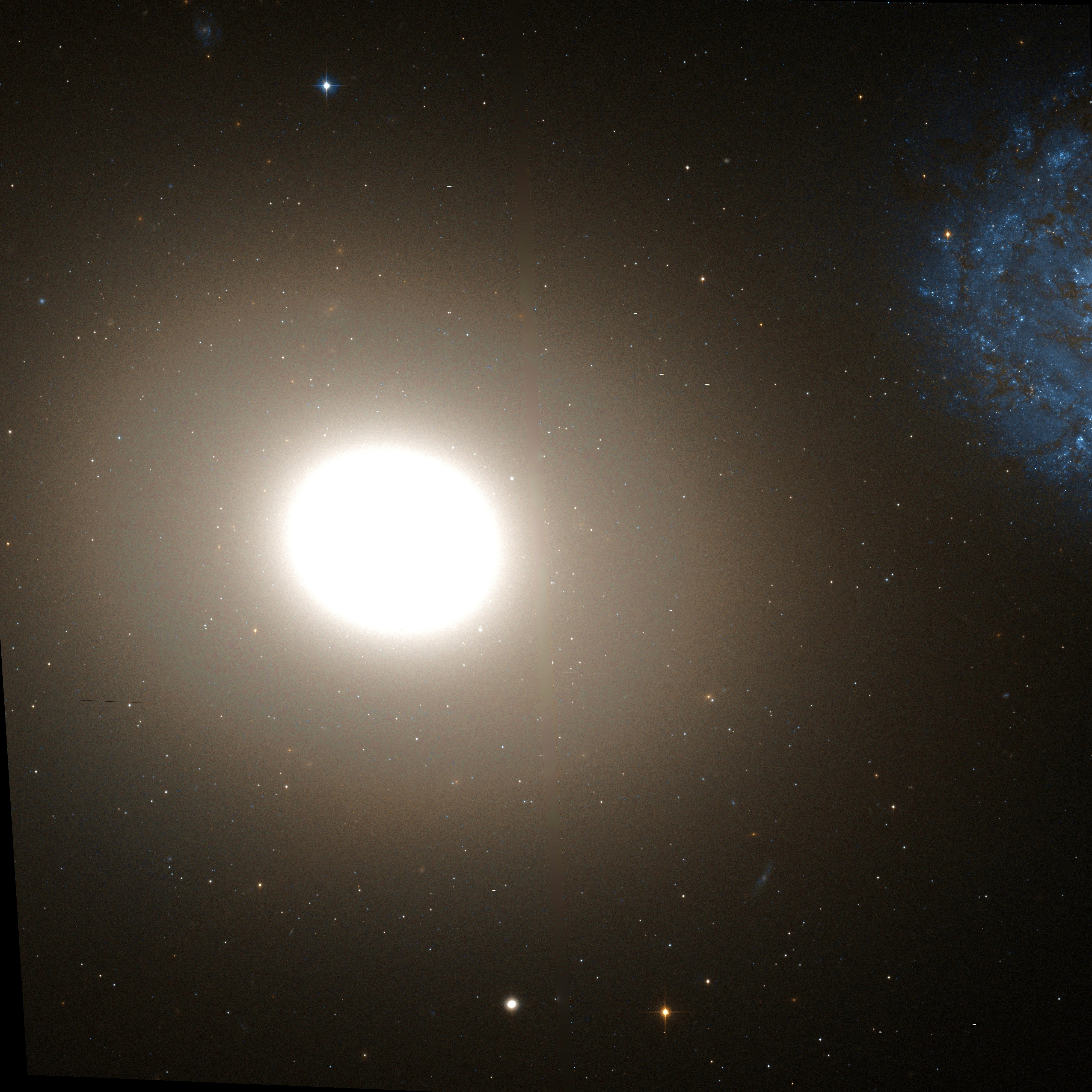
E2: M60
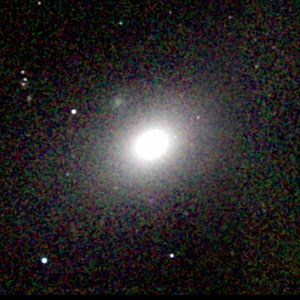
E3: M86
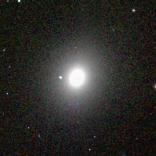
E4: M49
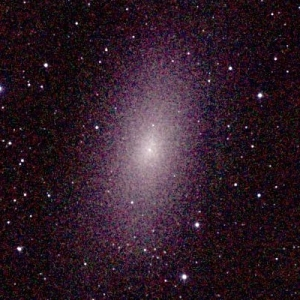
E6: M110
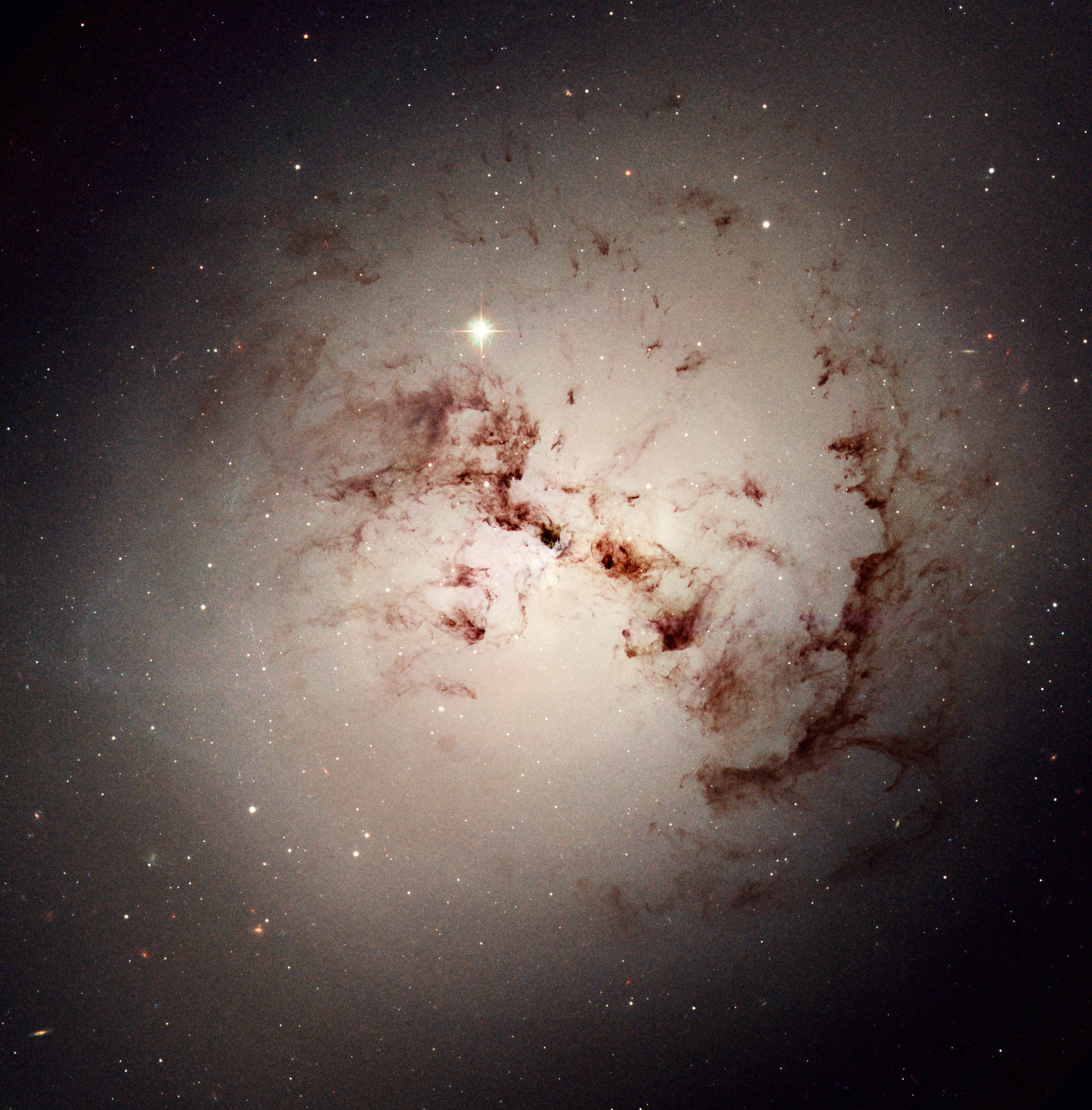
S0: NGC 1316
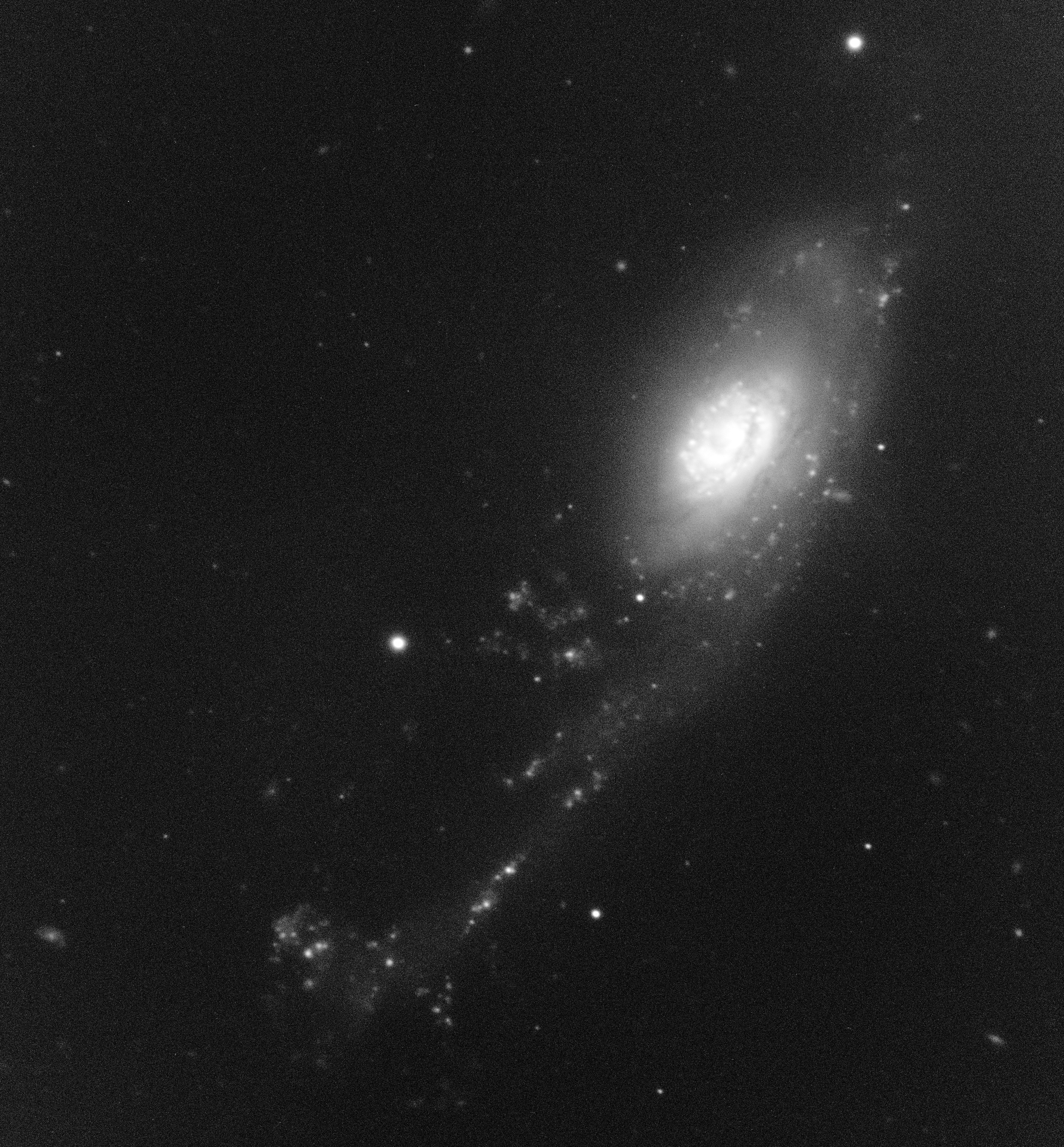
Sa: NGC 92
Sc: M51
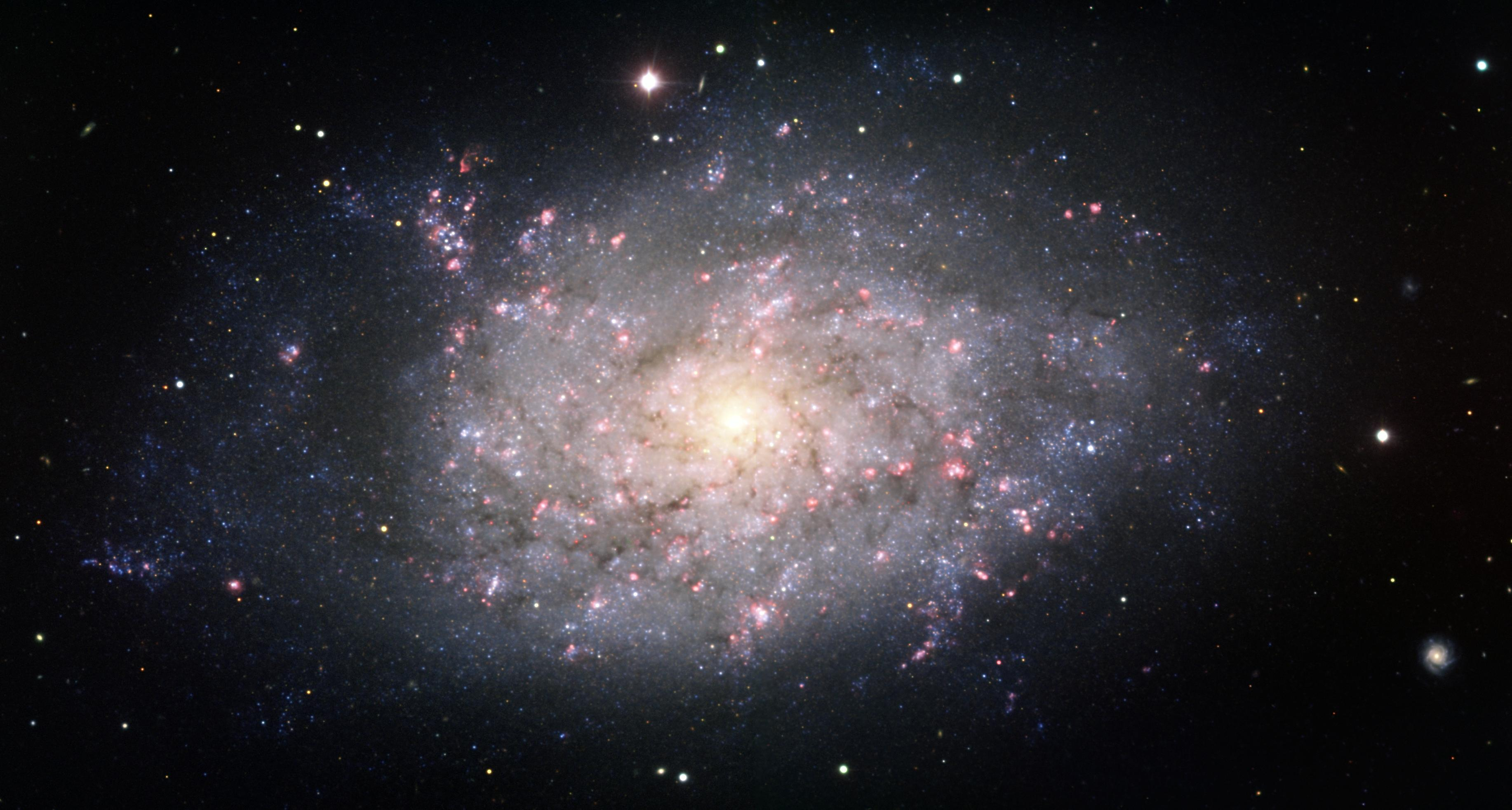
Sd: NGC 7793
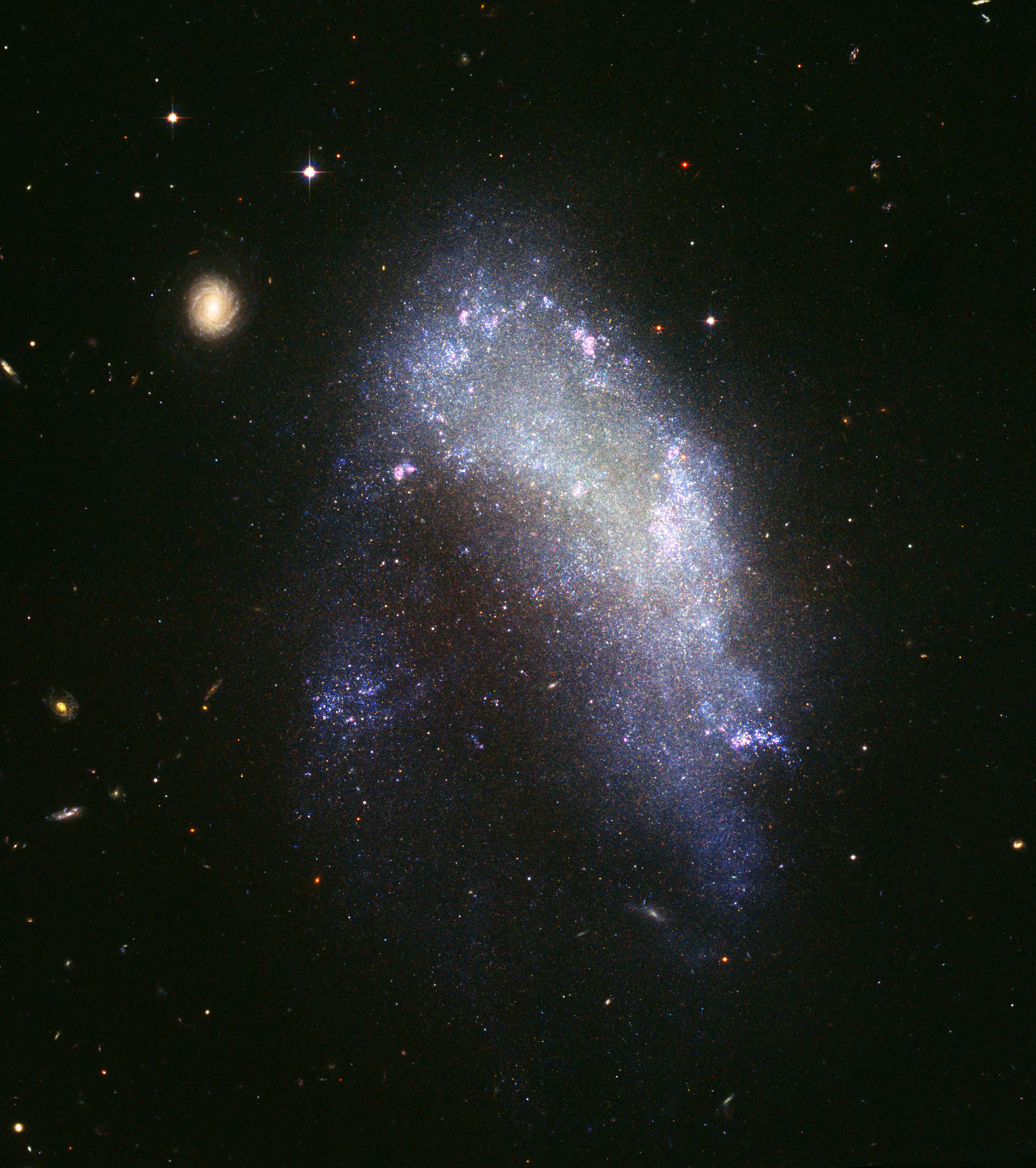
Irr:NGC 1427А
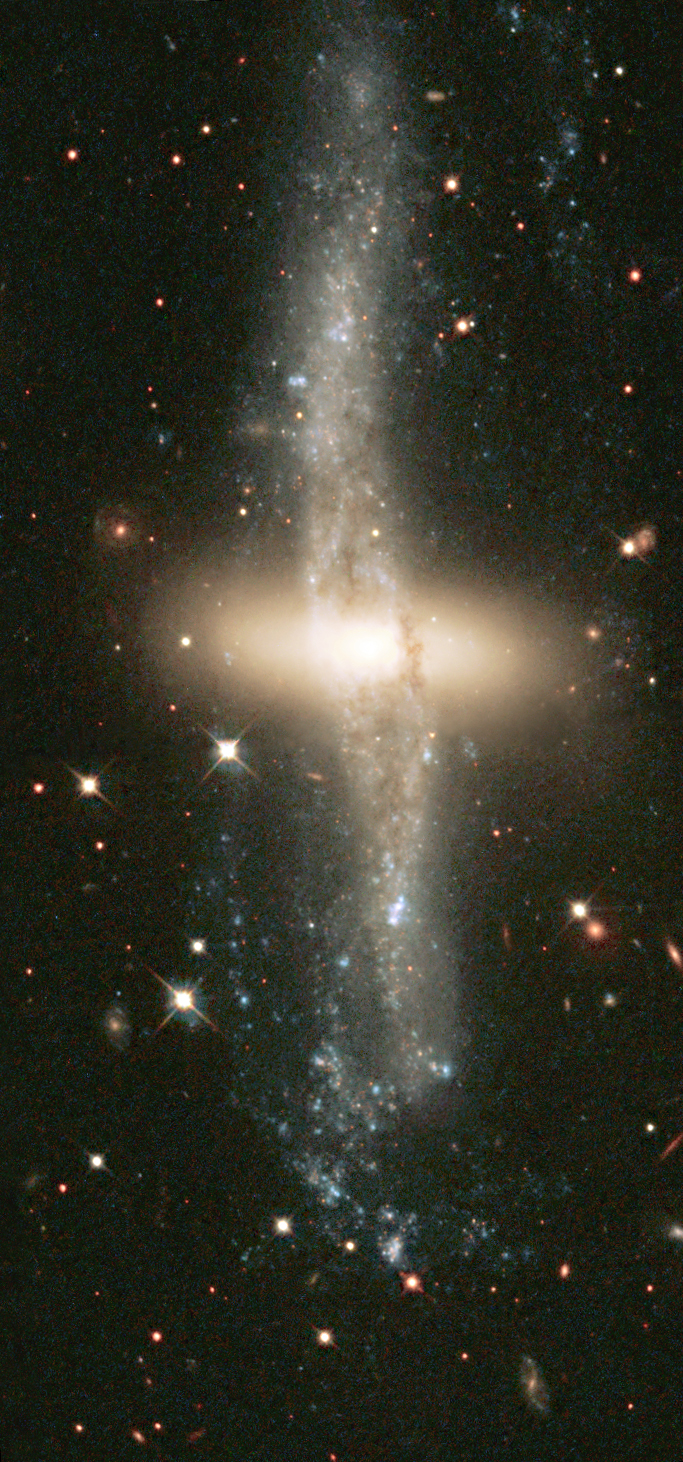
NGC 4650A — галактика с полярным кольцом

## Крупномасштабные объединения галактик

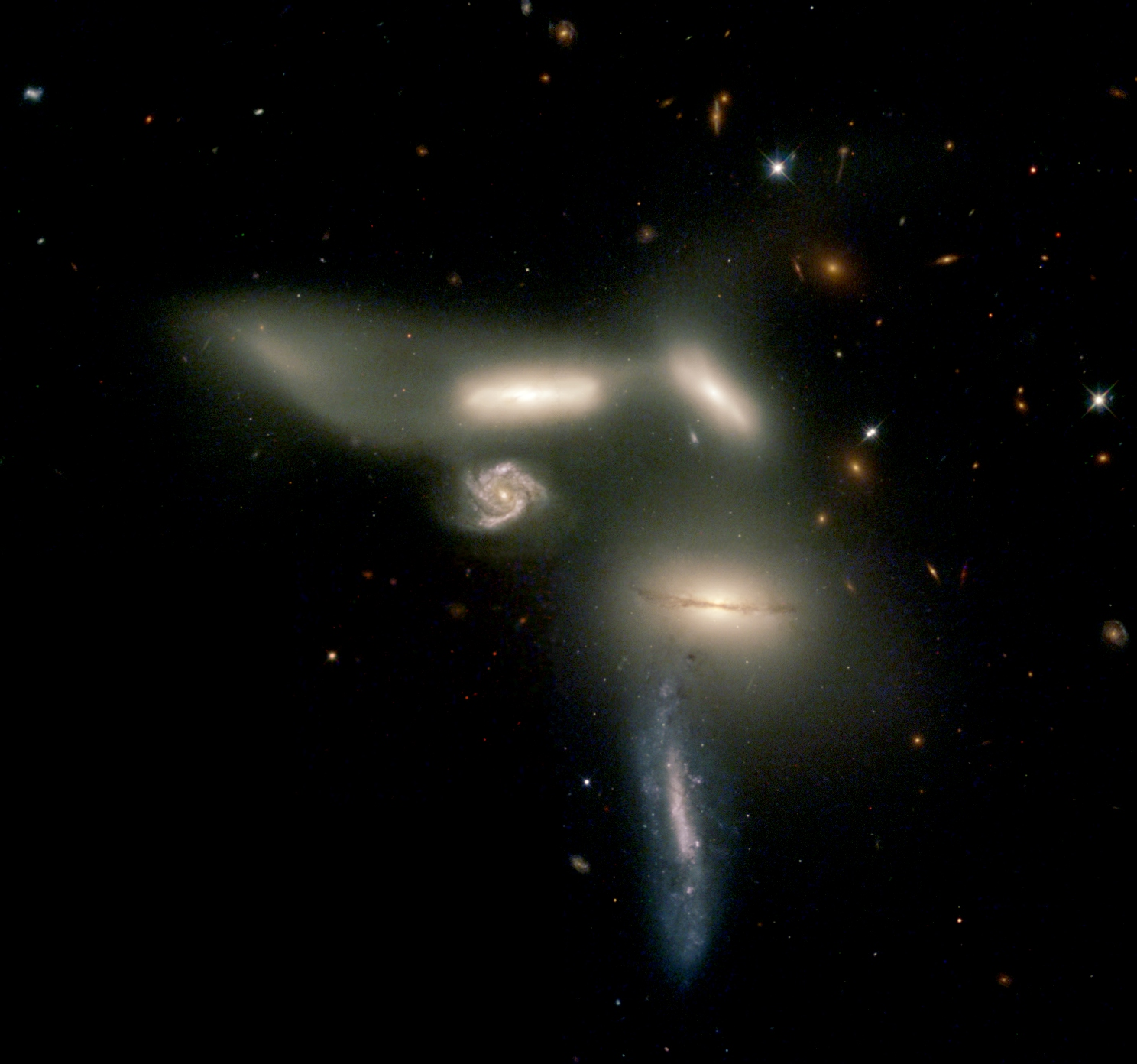
Секстет Сейферта как пример группы галактик

На снимках галактик видно, что действительно одиноких галактик немного (так называемые галактики поля). Около 95 % галактик образуют группы галактик. В них, как и в обычных галактиках, предполагается присутствие тёмной материи, составляющей бо́льшую часть массы группы, 10—30 % — это межгалактический газ, а порядка 1 % составляет масса самих звёзд.
Самым маленьким по размеру и самым распространённым во Вселенной скоплением, включающим несколько десятков галактик, является группа галактик. Зачастую в них доминирует одна массивная эллиптическая или спиральная галактика, которая за счёт приливных сил со временем разрушает галактики-спутники и увеличивает свою массу, поглощая их. В таких скоплениях скорости разбегания галактик друг от друга, вызванные хаббловским расширением Вселенной, слабы и доминируют случайные пекулярные скорости. Из анализа этих случайных скоростей и теоремы вириала можно получить массу таких групп.
Наша Галактика является одной из галактик Местной группы, доминируя в ней вместе с галактикой Андромеды. В Местной группе поперечником около 1 мегапарсека находятся более 40 галактик. Сама Местная группа является частью сверхскопления Девы, главную роль в котором играет скопление Девы, в которое наша Галактика не входит.
Скоплением галактик называют объединения в несколько сотен галактик, которые могут содержать как отдельные галактики, так и группы галактик. Обычно при наблюдении в таком масштабе можно выделить несколько очень ярких сверхмассивных эллиптических галактик. Такие галактики должны непосредственно влиять на процесс образования и формирования структуры скопления.
Сверхскопление — самый большой тип объединения галактик, включает в себя тысячи галактик. Форма таких скоплений может быть различна: от цепочки, такой как цепочка Маркаряна, до стен, как великая стена Слоуна. В больших масштабах Вселенная предстаёт изотропной и однородной.
В масштабах сверхскоплений галактики выстраиваются в нити, окружающие обширные разрежённые пустоты (войды), и образующие плоские скопления (стены).

## Процессы

### Столкновение

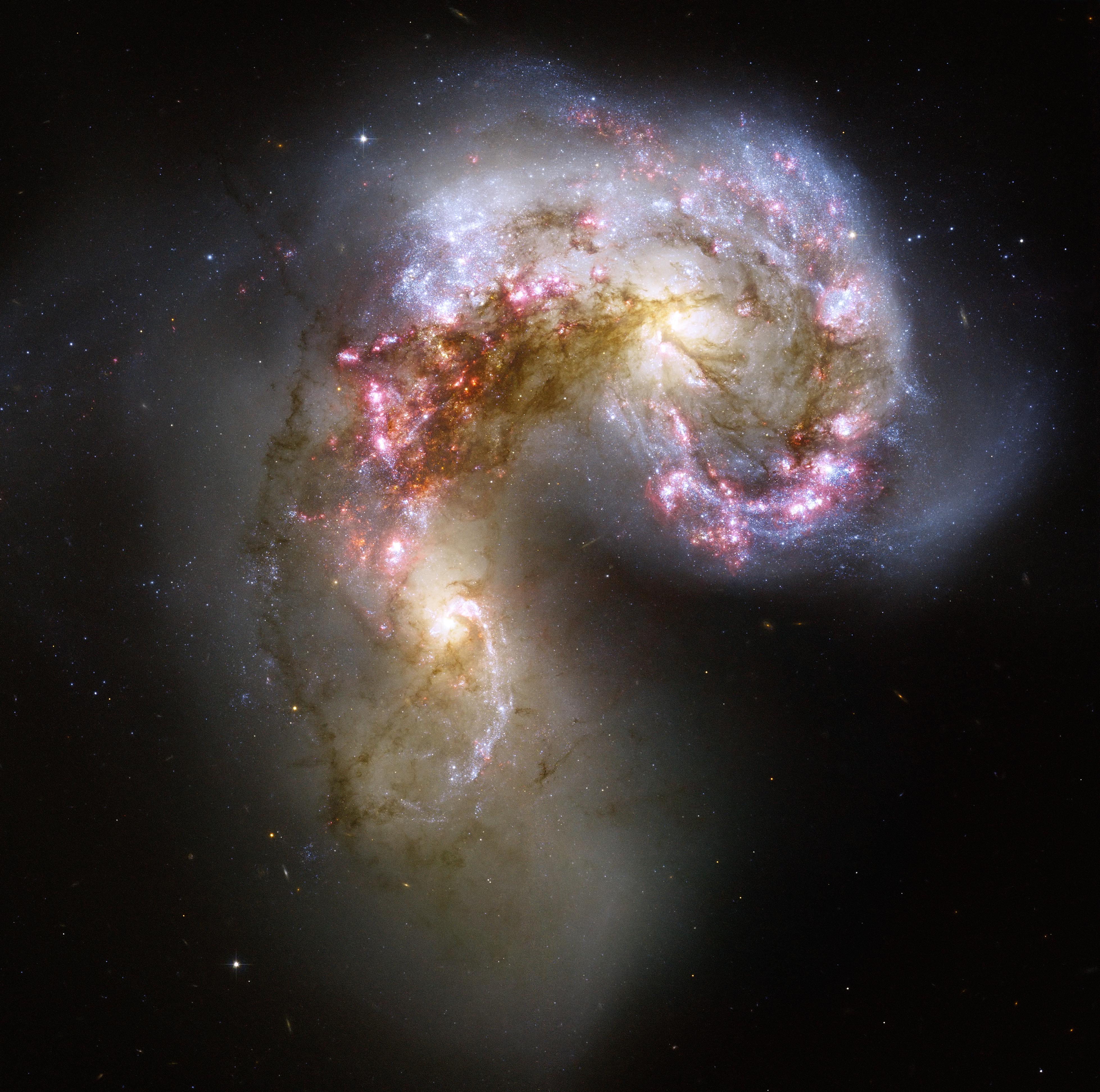
Антенны — пара взаимодействующих галактик

Если среднее значение расстояния между галактиками не более чем на порядок больше их диаметра, то существенными становятся приливные воздействия галактик. На эти воздействия каждый компонент галактики в разных условиях откликается по-разному. Если расстояние относительно велико, но также велико и время пролёта двух галактик друг относительно друга, то более массивная галактика может перетянуть межгалактический горячий газ, окружающий соседнюю галактику, тем самым лишив её источника, пополняющего внутренние запасы межзвёздного газа, расходующегося при формировании звёзд.
Если дополнительно уменьшить расстояние, то возможно, что более массивный компонент вместе с межгалактическим газом перетянет на себя и тёмное гало галактики, оставив её фактически без тёмной материи. Особенно часто такое встречается при сильном различии в массах галактик. Также если расстояние невелико, как невелико и время взаимодействия, то в галактиках возникнут волны плотности газа, что может послужить причиной массированной вспышки звездообразования и появлению спиральных ветвей.
Предельный случай взаимодействия — это слияние галактик. По современным представлениям, сначала сливаются тёмные гало галактик. Потом галактики начинают приближаться друг к другу по спирали. И только потом начинают сливаться звёздные компоненты, вызывая в окружающем газе волны плотности и вспышки звездообразования.
Орбитальный телескоп «Хаббл» в 2006 году сфотографировал взаимодействующие галактики, две из которых разрывают третью на части, действуя на неё своей гравитацией (в созвездии Южной Рыбы, удалены от Земли на расстояние в 100 миллионов световых лет).
Столкновения галактик являются весьма распространённым явлением во Вселенной. В результате анализа 21 902 галактик (сообщение начала 2009 года) было выяснено, что практически все они в прошлом встречались с другими галактиками. Также подтверждается предположение, что около 2 миллиардов лет назад произошло столкновение Млечного Пути с другой галактикой.

### Процессы в активных ядрах

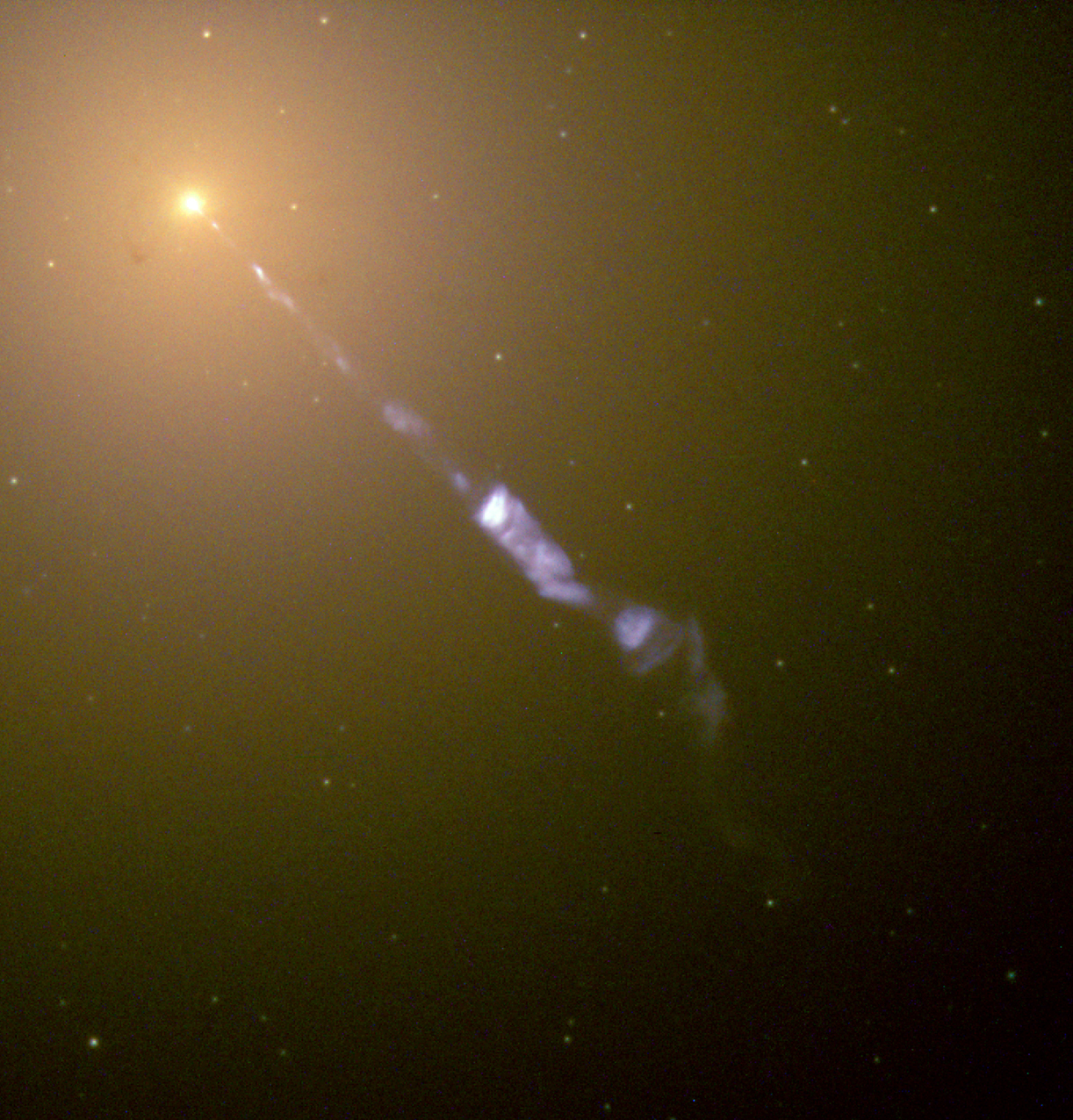
Активная гигантская эллиптическая галактика M87. Из центра галактики вырывается релятивистская струя (джет)

Галактические ядра имеют признаки активности, если:
1. спектр электромагнитного излучения объекта гораздо шире спектра обычных галактик, иногда простираясь от радио- до жёсткого гамма-излучения;
2. наблюдается «переменность» — изменение «мощности» источника излучения в точке наблюдения (как правило, это происходит с периодом от 10 минут в рентгеновском диапазоне до 10 лет в оптическом и радио диапазонах);
3. имеются особенности спектра излучения, по которым можно судить о перемещении горячего газа с большими скоростями;
4. есть видимые морфологические особенности, в том числе выбросы и «горячие пятна»;
5. имеются особенности спектра излучения и его поляризации, по которым можно предположить, в том числе, о наличии магнитного поля.

Галактики с активными ядрами подразделяются на сейфертовские галактики, квазары, лацертиды, радиогалактики.
По современным представлениям, активность ядер галактик объясняется присутствием в их ядрах сверхмассивных чёрных дыр, на которые происходит аккреция галактического газа. А различие типов галактик с активными ядрами объясняется различием в угле наклона плоскости галактики по отношению к наблюдателю.

### Движение газа и звёзд
Так как звёзды расположены далеко друг от друга и вероятность их столкновения мала, звёзды, как в галактиках, так и в скоплениях, представляют собой бесстолкновительную среду. Это легко показать. Будем называть столкновением двух звёзд случай, когда две звезды при сближении под действием силы гравитации изменят направление движения, сохранив при этом полную энергию. Тогда рассмотрим это сближение относительно центра масс звёзд. Для упрощения расчётов будем считать, что массы звёзд равны, и их скорости на начало сближения (формально на бесконечно большом расстоянии) тоже. Для первой оценки это вполне допустимое приближение. Запишем закон сохранения механической энергии:
{\displaystyle mV^{2}-G{\frac {m^{2}}{r}}=mV_{0}^{2}},
где V — текущая скорость звёзд (скорости должны быть одинаковы из-за соображений симметрии), r — расстояние между звёздами, V0 — скорость на бесконечности до взаимодействия, а G — гравитационная постоянная. Будем считать, что звёзды испытали столкновение, если в момент их сближения кинетическая энергия удвоилась. Тогда, подставив значение прицельного параметра d в уравнение, написанное выше, получим:
{\displaystyle G{\frac {m^{2}}{d}}=mV_{0}^{2}}.
Тогда диаметр сечения столкновения тел и, соответственно, площадь сечения взаимодействия равны:
{\displaystyle d={\frac {Gm}{V_{0}^{2}}}},
{\displaystyle S_{c}={\frac {\pi d^{2}}{4}}={\frac {\pi G^{2}m^{2}}{4V_{0}^{4}}}}.
Оценим характерное время столкновения для звёзд окрестностей Солнца (n = 3⋅10−56 см−3, а относительная скорость движения 20 км/с). Получим:
{\displaystyle t_{c}=(nV_{0}S_{c})^{-1}>5\cdot 10^{21}c}.
Полученное время больше времени жизни Вселенной на три порядка. И даже в звёздных скоплениях, где концентрация звёзд на три порядка больше, ситуация не улучшается. Заметим, что можно было бы провести более точный расчёт, с учётом закона сохранения импульса и т. д., но результаты получились бы схожими.
Из бесстолкновительности среды напрашивается вывод о неравновесности системы и распределении случайных скоростей звёзд не максвелловским образом. Характерное время его установления должно быть много большим времени свободного пробега звезды. Однако в действительности всё оказалось гораздо сложнее.
Измерения показали, что звёзды, за исключением самых молодых, представляют собой частично «прорелаксировавшую» систему: распределение случайных скоростей звёзд максвелловское, но с различными дисперсиями по различным осям. Более того, в одном и том же объёме пространства наблюдается систематический, хотя и замедляющийся, рост случайных скоростей для старых звёзд. Таким образом, можно утверждать, что звёздный диск со временем нагревается.
Данная проблема не решена окончательно, по-видимому, решающую роль играют всё же столкновения, но не со звёздами, а с массивными газовыми облаками.

### Явление гравитационного линзирования

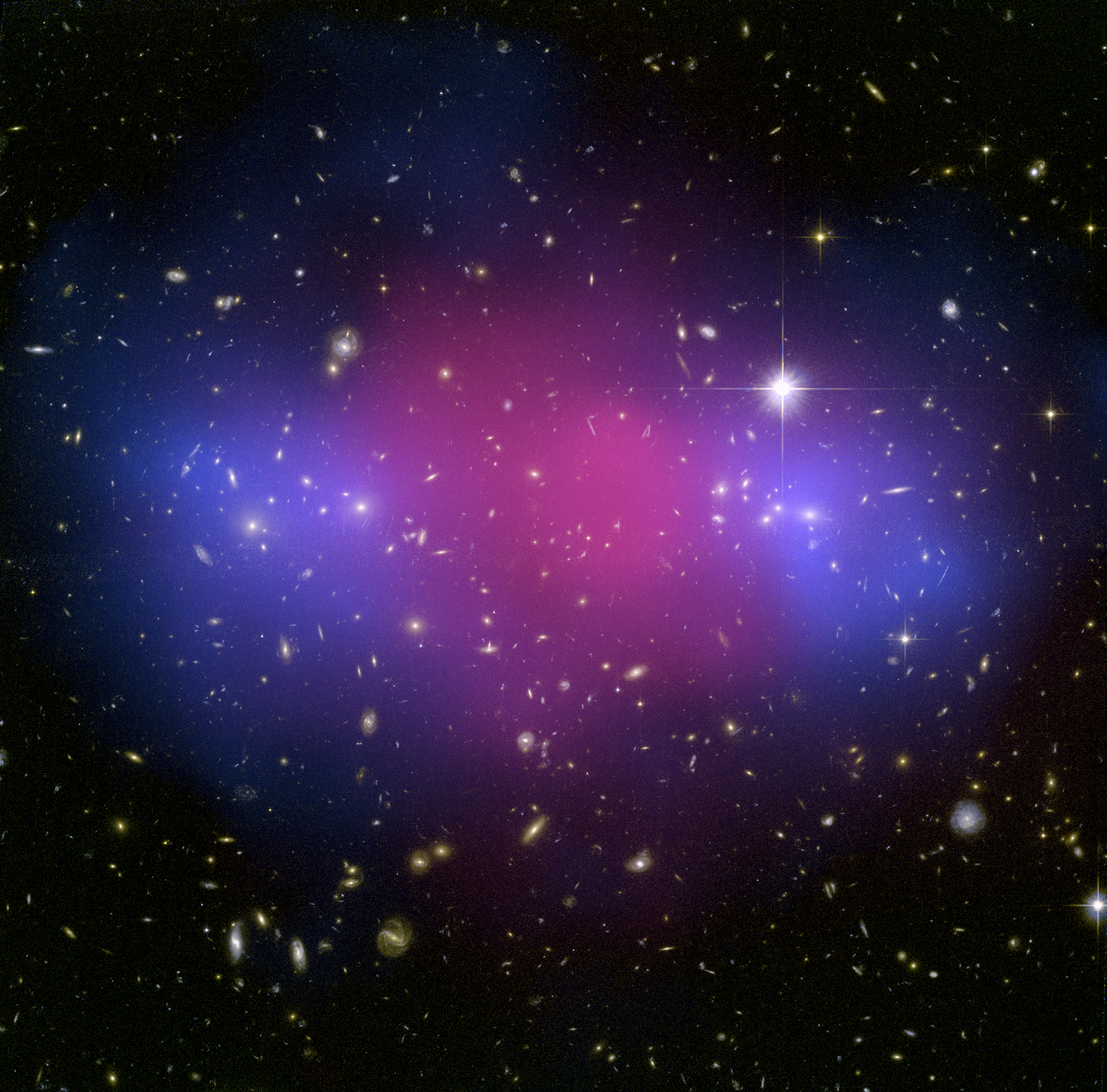
MACS J0025.4-1222, распределения газа и тёмной материи

Проходя около массивного тела, луч света отклоняется. Таким образом, массивное тело способно собирать параллельный пучок света в некотором фокусе, формируя изображение. Кроме этого, повышается яркость источника вследствие изменения его углового размера.
В 1937 году Фриц Цвикки предсказал возможность гравитационного линзирования для галактик. И хотя до сих пор не построена общепризнанная модель этого явления для галактик, уже сейчас этот эффект становится важным с точки зрения наблюдательной астрономии. Его применяют для:
- проверки ΛCDM-модели Вселенной,
- поиска тёмной материи внутри скоплений галактик[45],
- поиска далёких галактик.

На данный момент в базе данных внегалактических объектов NASA/IPAC (NED) свыше 700 линзированных галактик и квазаров.

#### Определение расстояния по гравитационным линзам
Как было сказано выше, гравитационная линза строит сразу несколько изображений, время запаздывания между изображениями в первом приближении равно {\displaystyle t_{del}={\frac {d}{c}}}, где d — расстояние между изображениями, а с — скорость света.
Зная угловое расстояние между изображениями и применяя законы геометрии, можно вычислить расстояние до линзы. Однако минус этого метода в том, что априори неизвестны гравитационный потенциал линзы и его структура. Связанная с этим ошибка может быть значительна для точных измерений.

#### Поиск тёмной материи в скоплениях галактик
Наблюдая дисперсию скоростей галактик в скоплениях, Ф. Цвикки совместно с С. Смитом обнаружил, что получаемая из теоремы вириала масса гораздо больше, чем суммарная масса галактик. Было выдвинуто предположение, что внутри скоплений галактик, как и в самой галактике, есть некая скрытая масса, проявляющая себя только гравитационным образом.
Опровергнуть или подтвердить это можно, зная гравитационный потенциал в каждой точке и основываясь на законе всемирного тяготения Ньютона. Гравитационный потенциал можно узнать, исследуя эффект гравитационного линзирования. На основании полученных данных учёными было сделано два вывода. С одной стороны, было подтверждено наличие тёмной материи. С другой, было обнаружено необычное поведение газа и тёмной материи. Раньше считалось, что во всех процессах тёмная материя должна увлекать за собой газ (это предположение легло в основу теории иерархической эволюции галактик). Однако в MACS J0025.4-1222, являющимся столкновением двух массивных скоплений галактик, поведение газа и тёмной материи диаметрально противоположны.

#### Поиск далёких галактик
Поиск далёких галактик сопряжён со следующими проблемами:
1. значительно хуже чувствительность приёмников в инфракрасном диапазоне, куда из-за космологического красного смещения перемещается всё видимое излучение, вплоть до линии Lα (Лайман-альфа) и лаймановского скачка;
2. излучение далёких галактик ослаблено как из-за космологических эффектов, так и из-за того, что молодые галактики, по современным представлениям, на больших единицах красного смещения z (а значит, на более ранних этапах своей жизни) гораздо меньше Млечного Пути и сходны с Магеллановыми Облаками.

Многократное усиление пучка света, вызванное гравитационным линзированием, помогает в решении обеих проблем, позволяя наблюдать галактики на z > 7. Исходя из этих теоретических представлений, группа астрономов провела наблюдения, в результате которых был составлен список объектов-кандидатов в сверхдалёкие галактики.
Далёкие галактики наблюдаются с помощью телескопов «Хаббл» и «Спитцер».

### Звездообразование

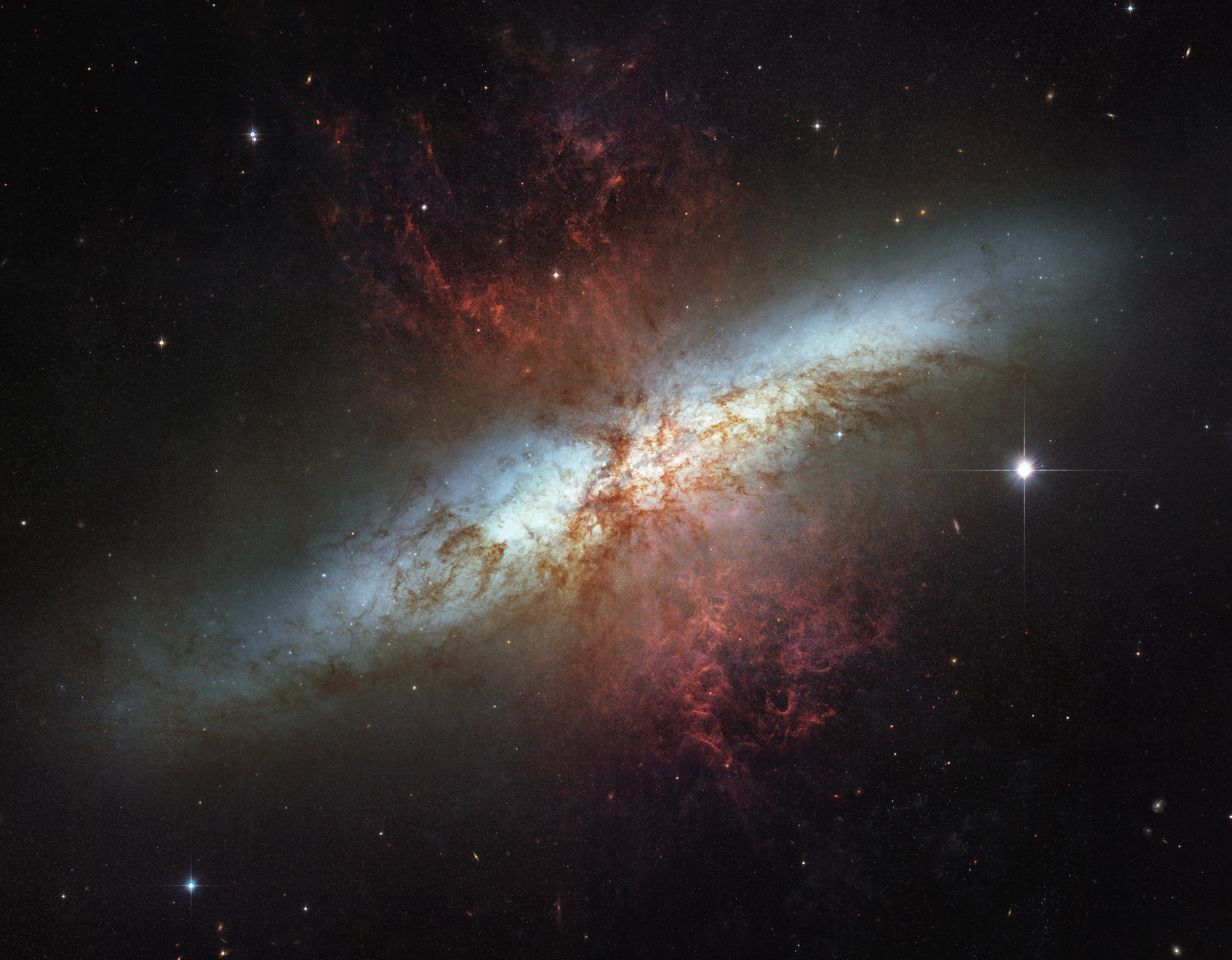
M82, галактика с активным звездообразованием

Звездообразование — крупномасштабный процесс в галактике, при котором из межзвёздного газа массово начинают формироваться звёзды. Спиральные ветви, общая структура галактики, звёздное население, светимость и химический состав межзвёздной среды — результаты этого процесса.
Размер области, охваченной звездообразованием, как правило, не превышает 100 пк. Однако встречаются комплексы со вспышкой звездообразования, называемые сверхассоциациями, размерами сопоставимые с неправильной галактикой.
В нашей и нескольких ближайших галактиках возможно непосредственное наблюдение процесса. В таком случае признаками происходящего звездообразования являются:
1. наличие звёзд спектральных классов O-B-A и связанных с ними объектов (области HII, вспышки новых и сверхновых звёзд);
2. инфракрасное излучение, как от нагретой пыли, так и от самих молодых звёзд;
3. радиоизлучение газопылевых дисков вокруг формирующихся и новорождённых звёзд;
4. доплеровское расщепление молекулярных линий во вращающемся диске вокруг звёзд;
5. доплеровское расщепление молекулярных линий тонких быстрых струй (джетов), вырывающихся из этих дисков (с их полюсов) со скоростью примерно 100 км/с;
6. наличие ассоциаций, скоплений и звёздных комплексов с массивными звёздами (массивные звёзды почти всегда рождаются большими группами);
7. наличие глобул.

С увеличением расстояния уменьшается и видимый угловой размер объекта, и, начиная с некоторого момента, разглядеть отдельные объекты внутри галактики не представляется возможным. Тогда критериями протекающего в далёких галактиках звездообразования служат:
1. высокая светимость в эмиссионных линиях, в частности, в Hα;
2. повышенная мощность в ультрафиолетовой и голубой части спектра, за которую непосредственно отвечает излучение массивных звёзд;
3. повышенное излучение на длинах волн вблизи 8 мкм (ИК диапазон);
4. повышенная мощность теплового и синхротронного излучения в радиодиапазоне;
5. повышенная мощность рентгеновского излучения, связанная с горячим газом.

В общем виде процесс звездообразования можно разделить на несколько этапов: формирование крупных газовых комплексов (с массой 107 М☉), появление в них гравитационно связанных молекулярных облаков, гравитационное сжатие наиболее плотных их частей до возникновения звёзд, нагрев газа излучением молодых звёзд и вспышки новых и сверхновых, уход газа.
Чаще всего области звездообразования можно найти:
- в ядрах крупных галактик,
- на концах спиральных рукавов,
- на периферии неправильных галактик,
- в наиболее яркой части карликовой галактики.

Звездообразование является саморегулирующимся процессом: после формирования массивных звёзд и их короткой жизни происходит ряд мощных вспышек, уплотняющих и нагревающих газ. С одной стороны, уплотнение приводит к ускорению сжатия сравнительно густых облачков внутри комплекса, но с другой стороны нагретый газ начинает покидать область звездообразования, и чем больше его нагревают, тем быстрее он уходит.

### Эволюционные процессы
Эволюцией галактики называется изменение её интегральных характеристик со временем: спектра, цвета, химического состава, поля скоростей. Описать жизнь галактики непросто: на эволюцию галактики влияют не только эволюция отдельных её частей, но также и её внешнее окружение. Вкратце процессы, влияющие на эволюцию галактики, можно представить следующей схемой:
В центре указаны процессы, связанные с отдельными объектами внутри галактики. Процессы, масштаб которых сравним с масштабом галактики, делятся на внешние и внутренние, с одной стороны, и быстрые (характерное время которых сравнимо со временем свободного сжатия) и медленные (чаще связанные с обращением звёзд вокруг центра галактики), с другой.
Малое слияние галактик отличается от большого тем, что в большом участвуют равные по массе галактики, а в малом одна галактика значительно превосходит вторую.
До сих пор нет единой теории о том, как все эти процессы согласуются между собой, но будущая теория образования и эволюции галактик должна объяснять следующие наблюдения:
- В момент окончания тёмных веков вещество было крайне однородным. Флуктуации температуры реликтового фона в различных участках пространства не превышают 0,01 %.
- Первичными элементами, полученными в ходе первичного нуклеосинтеза, были водород, дейтерий, гелий, литий и немного бериллия.
- Процесс первичного звездообразования закончился к z~7, а возможно и к z~10. На это чётко указывают линия Lα в спектре самой далёкой галактики[50].
- Количество сверхмассивных эллиптических галактик в единице объёма почти не меняется за последние 8 млрд лет[55].
- Структуры эллиптических и спиральных галактик динамически сильно отличаются друг от друга.

## Млечный Путь

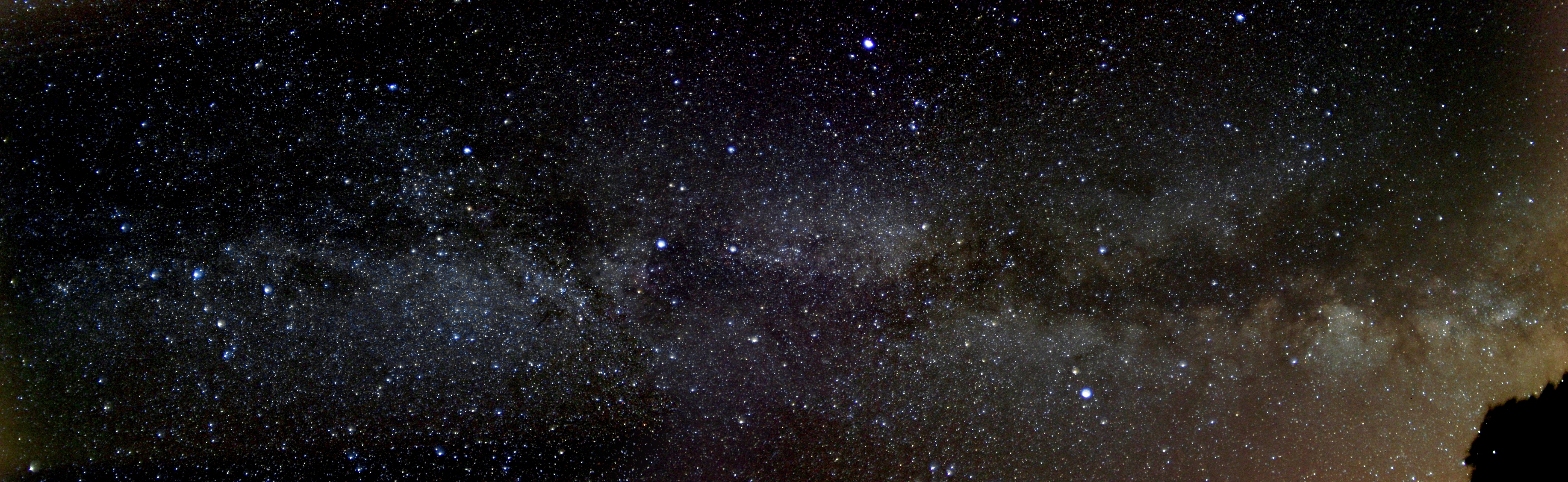
Панорамный вид Млечного Пути в направлении созвездия Лебедя

Наша галактика Млечный Путь, называемая также просто Галактикой, является большой спиральной галактикой с перемычкой, диаметром около 30 килопарсек (или 100 тыс. световых лет) и толщиной 1000 световых лет (до 3000 в районе балджа). Солнце с Солнечной системой находятся внутри галактического диска, наполненного пылью, поглощающей свет. Поэтому на небе мы видим полосу звёзд, но клочковатую, напоминающую сгустки молока. Из-за поглощения света Млечный Путь как галактика изучен не до конца: не построена кривая вращения, до конца не выяснен морфологический тип, неизвестно число спиралей и т. д. Галактика содержит около 3⋅1011 звёзд, а её общая масса составляет около 3⋅1012 масс Солнца.
Большую роль в изучении Млечного Пути играют исследования скоплений звёзд — относительно небольших гравитационно связанных объектов, содержащих от сотен до сотен тысяч звёзд. Их гравитационная связанность, вероятно, вызвана единством происхождения. Поэтому, исходя из теории эволюции звёзд и зная расположение звёзд скопления на диаграмме Герцшпрунга — Рассела, можно рассчитать возраст скопления. Скопления делятся на рассеянные и шаровые.
- Шаровые — старые звёздные скопления, имеющие шаровидную форму, концентрирующиеся к центру Галактики. Отдельные шаровые скопления могут иметь возраст свыше 12 млрд лет.
- Рассеянные — относительно молодые скопления, имеют возраст до 2 млрд лет, в некоторых ещё идут процессы звездообразования. Самые яркие звёзды рассеянных скоплений — молодые звёзды спектральных классов B или A, а в самых молодых скоплениях ещё есть голубые сверхгиганты (класс O).

Вследствие своих небольших (относительно космологических масштабов) размеров, звёздные скопления напрямую могут наблюдаться только в Галактике и её ближайших соседях.
Ещё один тип объектов, доступный для наблюдения только в окрестностях Солнца, — двойные звёзды. Значимость двойных звёзд для исследования различных процессов, происходящих в галактике, объясняется тем, что благодаря им возможно определить массу звезды, именно в них можно изучить процессы аккреции. Новые и сверхновые типа Ia — это тоже результат взаимодействия звёзд в тесных двойных системах.

## История изучения галактик
В 1610 году Галилео Галилей с помощью телескопа обнаружил, что Млечный Путь состоит из огромного числа слабых звёзд. В трактате 1755 года, основанном на работах Томаса Райта, Иммануил Кант предположил, что Галактика может быть вращающимся телом, которое состоит из огромного количества звёзд, удерживаемых гравитационными силами, сходными с теми, что действуют в Солнечной системе, но в бо́льших масштабах. С точки наблюдения, расположенной внутри Галактики (в частности, в нашей Солнечной системе), получившийся диск будет виден на ночном небе как светлая полоса. Кант высказал и предположение, что некоторые из туманностей, видимых на ночном небе, могут быть отдельными галактиками.

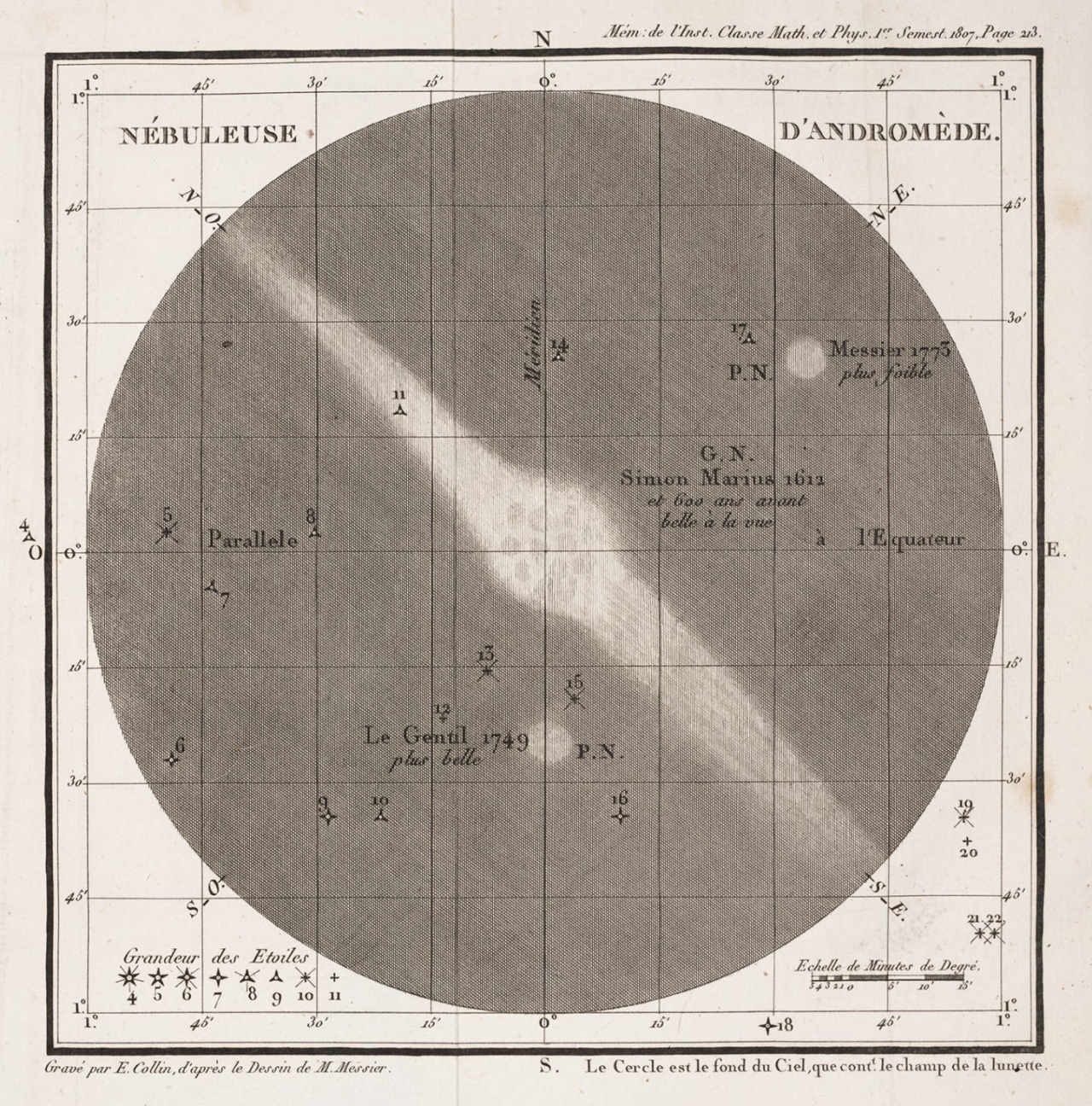
Объект M31, галактика Андромеда. Рисунок Мессье

К концу XVIII столетия Шарль Мессье составил каталог, содержащий 109 ярких туманностей. С момента публикации каталога до 1924 года продолжались споры о природе этих туманностей.
Уильям Гершель высказал предположение, что туманности могут быть далёкими звёздными системами, аналогичными системе Млечного Пути. В 1785 году он попытался определить форму и размеры Млечного Пути и положения в нём Солнца, используя метод «черпаков» — подсчёта звёзд по разным направлениям. В 1795 году, наблюдая планетарную туманность NGC 1514, он отчётливо увидел в её центре одиночную звезду, окружённую туманным веществом. Существование подлинных туманностей, таким образом, не подлежало сомнению, и не было необходимости думать, что все туманные пятна — далёкие звёздные системы.
В XIX веке считалось, что неразрешимые на звёзды туманности являются формирующимися планетными системами. А NGC 1514 была примером поздней стадии эволюции, где из первичной туманности уже сконденсировалась центральная звезда.
К середине XIX века Джон Гершель, сын Уильяма Гершеля, открыл ещё 5000 туманных объектов. Построенное на их основе распределение стало главным аргументом против предположения, что они являются далёкими «островными вселенными», подобными нашей системе Млечного Пути. Было обнаружено, что существует «зона избегания» — область, в которой нет или почти нет подобных туманностей. Эта зона находилась близ плоскости Млечного Пути и была проинтерпретирована как связь туманностей с системой Млечного Пути. Поглощение света, наиболее сильное в плоскости Галактики, было ещё неизвестно.
После постройки своего телескопа в 1845 году лорд Росс смог увидеть различия между эллиптическими и спиральными туманностями. В некоторых из этих туманностей он смог выделить и отдельные источники света.
Вращение Галактики вокруг ядра предсказано Марианом Ковальским, который в 1860 году в «Учёных записках Казанского университета» опубликовал статью с его математическим обоснованием, издание было переведено и на французский язык.
В 1865 году Уильям Хаггинс впервые получил спектр туманностей. Характер эмиссионных линии туманности Ориона явно говорил о её газовом составе, но спектр туманности Андромеды (M31 по каталогу Мессье) был непрерывный, как и у звёзд. Хаггинс заключил, что такой вид спектра M31 вызван высокой плотностью и непрозрачностью составляющего её газа.
В 1890 году Агнесса Клерк (англ. Agnes Mary Clerke) в книге о развитии астрономии в XIX веке писала: «Вопрос о том, являются ли туманности внешними галактиками, вряд ли заслуживает теперь обсуждения. Прогресс исследований ответил на него. Можно с уверенностью сказать, что ни один компетентный мыслитель перед лицом существующих фактов не будет утверждать, что хотя бы одна туманность может быть звёздной системой, сравнимой по размерам с Млечным Путём».

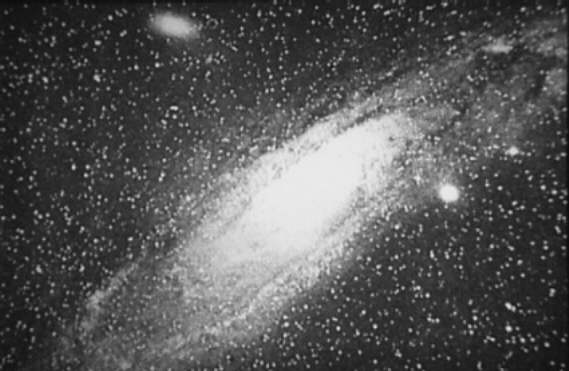
Фотография M31, 1899 г.

В начале XX века Весто Слайфер объяснил спектр туманности Андромеды отражением света центральной звезды (за которую он принял ядро галактики). Такой вывод был сделан на основе фотографий, полученных Джеймсом Килером на 36-дюймовом рефлекторе. Было обнаружено 120 000 слабых туманностей. Спектр там, где его можно получить, был отражательным. Как известно сейчас, это были спектры отражательных (в основном пылевых) туманностей вокруг звёзд Плеяд.
В 1910 году Джордж Ричи на 60-дюймовом телескопе обсерватории Маунт-Вилсон получил снимки, на которых было видно, что спиральные ветви больших туманностей усыпаны звездообразными объектами, но изображения многих из них были нерезкие, туманные. Это могли быть и компактные туманности, и звёздные скопления, и несколько слившихся изображений звёзд.
В 1912—1913 была открыта зависимость «период — светимость» для цефеид.
В 1918 году Эрнст Эпик определил расстояние до туманности Андромеды и обнаружил, что она не может быть частью Млечного Пути. Хотя полученная им величина составляла 0,6 от современного значения, стало понятно, что Млечный Путь не является всей Вселенной.
В 1920 году состоялся «Великий спор» между Харлоу Шепли и Гебером Кёртисом. Суть спора заключалась в измерении расстояния по цефеидам до Магеллановых Облаков и оценке размера Млечного Пути.
Используя усовершенствованный вариант метода черпаков, Кёртис сделал вывод о маленькой (диаметром в 15 килопарсек) сплюснутой галактике с Солнцем вблизи центра. И также небольшом расстоянии до Магеллановых Облаков.
Шепли, основываясь на подсчёте шаровых скоплений, дал совсем другую картину — плоский диск диаметром около 70 килопарсек с Солнцем, находящимся далеко от центра. Расстояние до Магеллановых Облаков было того же порядка. Итогом спора стал вывод о необходимости ещё одного независимого измерения.
В 1924 году на 100-дюймовом телескопе Эдвин Хаббл нашёл в туманности Андромеды 36 цефеид и измерил расстояния до неё, оно оказалось огромным (хотя его оценка и была в 3 раза меньше современной). Это подтвердило, что туманность Андромеды — не часть Млечного Пути. Существование галактик было доказано, и «Великий спор» завершён.
Современная картина нашей Галактики появилась в 1930 году, когда Роберт Джулиус Трюмплер измерил эффект поглощения света, изучая распределение рассеянных звёздных скоплений, концентрирующихся в плоскости Галактики.
В 1936 году Хаббл построил классификацию галактик, которая используется по сей день и называется последовательностью Хаббла.
В 1944 году Хендрик Ван де Хюлст предсказал существование радиоизлучения с длиной волны 21 см, излучаемого межзвёздным атомарным водородом, которое было обнаружено в 1951 году. Данное излучение, не поглощаемое пылью, позволило дополнительно изучить Галактику благодаря доплеровскому смещению. Эти наблюдения привели к созданию модели с перемычкой в центре Галактики. Впоследствии прогресс радиотелескопов позволил отслеживать водород и в других галактиках. В 1970-х годах стало понятно, что общая видимая масса галактик (состоящая из массы звёзд и межзвёздного газа), не объясняет скорости вращения газа. Это привело к выводу о существовании тёмной материи.
В конце 1940-х гг. А. А. Калиняк, В. И. Красовский и В. Б. Никонов получили первое изображение центра Галактики в инфракрасном диапазоне спектра.
Новые наблюдения, произведённые в начале 1990-х годов на космическом телескопе «Хаббл», показали, что тёмная материя в нашей Галактике не может состоять только из очень слабых и малых звёзд. На нём также были получены изображения далёкого космоса, получившие названия Hubble Deep Field, Hubble Ultra Deep Field и Hubble Extreme Deep Field, показавшие, что в нашей Вселенной существуют сотни миллиардов галактик.
Изображение ядра активной галактики с рекордно высоким за всю историю астрономии угловым разрешением получила Российская космическая обсерватория «Радиоастрон», о чём объявила в 2016 году. Благодаря серии наблюдений, проведённых при участии обсерватории и полутора десятков наземных радиотелескопов, учёным удалось получить рекордное угловое разрешение — 21 микросекунда дуги.
Объектом наблюдения астрономов была BL Ящерицы. Это сверхмассивная чёрная дыра, находящаяся в центре галактики. Её окружает диск плазмы температурой в миллиарды градусов. Массивные магнитные поля и высочайшие температуры создают джеты — газовые струи, длина которых до нескольких световых лет.
Гипотезы и теоретическое моделирование показали, что благодаря вращению чёрной дыры и аккреционного диска линии магнитного поля должны создать спиральные структуры, а они ускоряют движение потока вещества в джетах. Все это удалось увидеть с помощью снимков орбитального телескопа «Радиоастрона».